# Vasjugan
Vasjugan (rusky Васюган) je řeka v Tomské oblasti v Rusku. Je 1 082 km dlouhá. Povodí má rozlohu 61 800 km².

## Průběh toku
Pramení ve Vasjuganských bažinách a protéká přes Západosibiřskou rovinu. Tok řeky je klidný a koryto je značně členité. Na horním toku má nízké bažinaté břehy, které se na středním toku zvyšují. Na dolním toku je v korytě mnoho ostrovů a mělčin. Teče v širokém úvalu, ve kterém je mnoho jezer a starých ramen. Ústí zleva několika rameny do Obu. Za ústí je obecně považováno rameno ve vzdálenosti 11 km pod vesnicí Kargasok.

### Přítoky
- zleva – Čertala, Jagyljacha
- zprava – Ňurolka, Čižapka

## Vodní režim
Zdrojem vody jsou sněhové a dešťové srážky. Průměrný průtok vody u vesnice Naunak činí 381 m³/s. Zamrzá v listopadu a rozmrzá v květnu.

## Využití
Vodní doprava je možná nedaleko nad vesnici Grabcovy. V povodí řeky se nacházejí naleziště ropy a zemního plynu.